# Sapian
Sapian est une municipalité de la province de Cápiz, aux Philippines. En 2015, la localité compte 25 821 habitants.